# Austrolimnophila excelsior
Austrolimnophila excelsior är en tvåvingeart som beskrevs av Alexander 1960. Austrolimnophila excelsior ingår i släktet Austrolimnophila och familjen småharkrankar. Inga underarter finns listade i Catalogue of Life.